# Plicanthus
Plicanthus es un género de musgos hepáticas perteneciente a la familia Anastrophyllaceae. Comprende 4 especies descritas y  aceptadas:

## Taxonomía
El género fue descrito por Rudolf M. Schuster y publicado en Nova Hedwigia 74: 484. 2002[2002].

## Especies aceptadas
A continuación se brinda un listado de las especies del género Plicanthus aceptadas hasta junio de 2014, ordenadas alfabéticamente. Para cada una se indica el nombre binomial seguido del autor, abreviado según las convenciones y usos.
- Plicanthus birmensis (Stephani) R.M. Schust.
- Plicanthus giganteus (Stephani) R.M. Schust.
- Plicanthus hamatus (Stephani) R.M. Schust.
- Plicanthus hirtellus (F. Weber) R.M. Schust.